# Francisco Enríquez de Villacorta

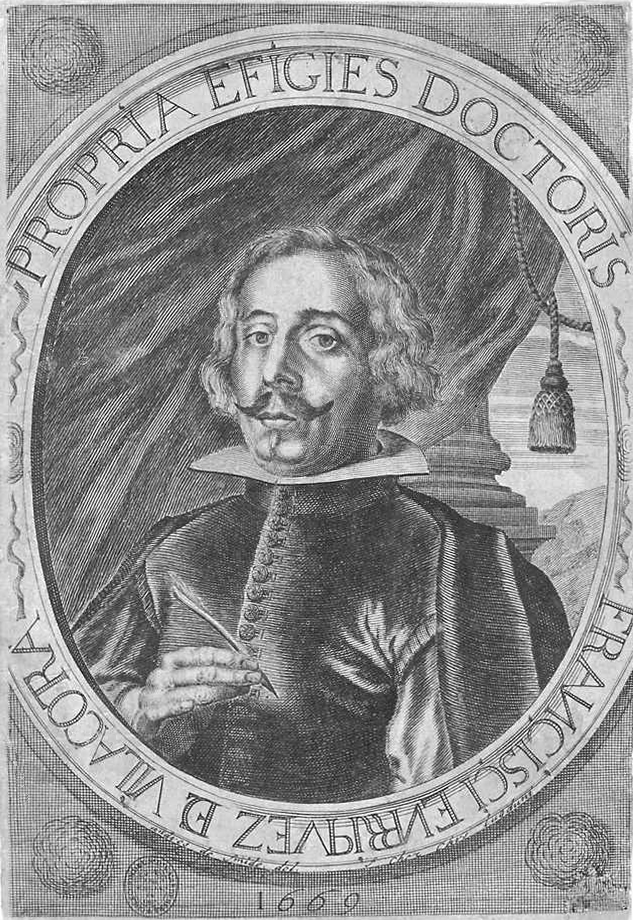
Francisco Enríquez de Villacorta en 1669.

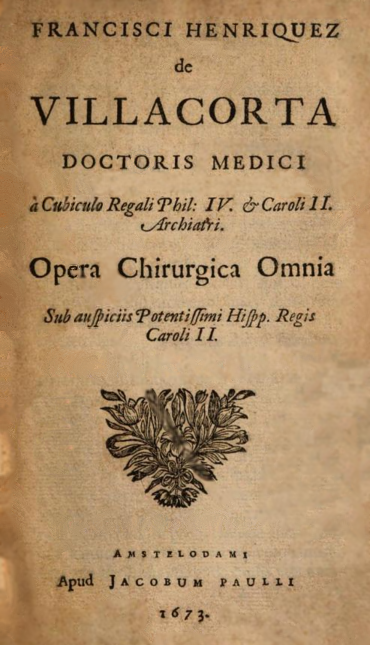
Opera Chirurgica Omnia (1673)

Francisco Enríquez (o Henríquez) de Villacorta (Alcalá de Henares, 18 de octubre de 1616 - † Alcalá de Henares, 1680) médico español.

## Biografía
Estudió medicina en la Universidad de Alcalá, y recibió el título de doctor en 1641. Como titular de la cátedra de Prima, posteriormente fue la principal figura médica de dicha Universidad durante el tercer cuarto del siglo XVII. Se casó el 29 de marzo de 1655 con Hipólita Hidalgo de Quintanilla, con la que tuvo tres hijos.
A partir de 1664, tras curar al príncipe Felipe Próspero de Austria, fue nombrado médico de cámara real de Felipe IV y posteriormente de Carlos II.

## Galenista
A finales del siglo XVII encabezó al grupo de profesores de medicina españoles partidarios de un galenismo intransigente ante cualquier novedad procedente de las corrientes modernas, junto al valenciano Matías García y el aragonés Matías de Llera. Por su gran prestigio, inteligencia y habilidad para las sutilezas escolásticas, la obra de Henríquez de Villacorta fue una importante barrera para el movimiento novator que en los últimos lustros de la centuria protagonizaron Juan de Cabriada, Juan Bautista Juanini, José Lucas Casalete y otros autores.
Ese papel era todavía recordado a mediados del siglo siguiente por destacados seguidores de diferentes tendencias modernas. El antisistemático Martín Martínez lo rememoró como "un genio nacido para corromper el entendimiento de la juventud médica"; y el iatromecánico Miguel Rodríguez afirmó que los renovadores de la enseñanza médica en Alcalá "declararon la guerra a Pedro Miguel (de Heredia) y a Henríquez".

## Obras

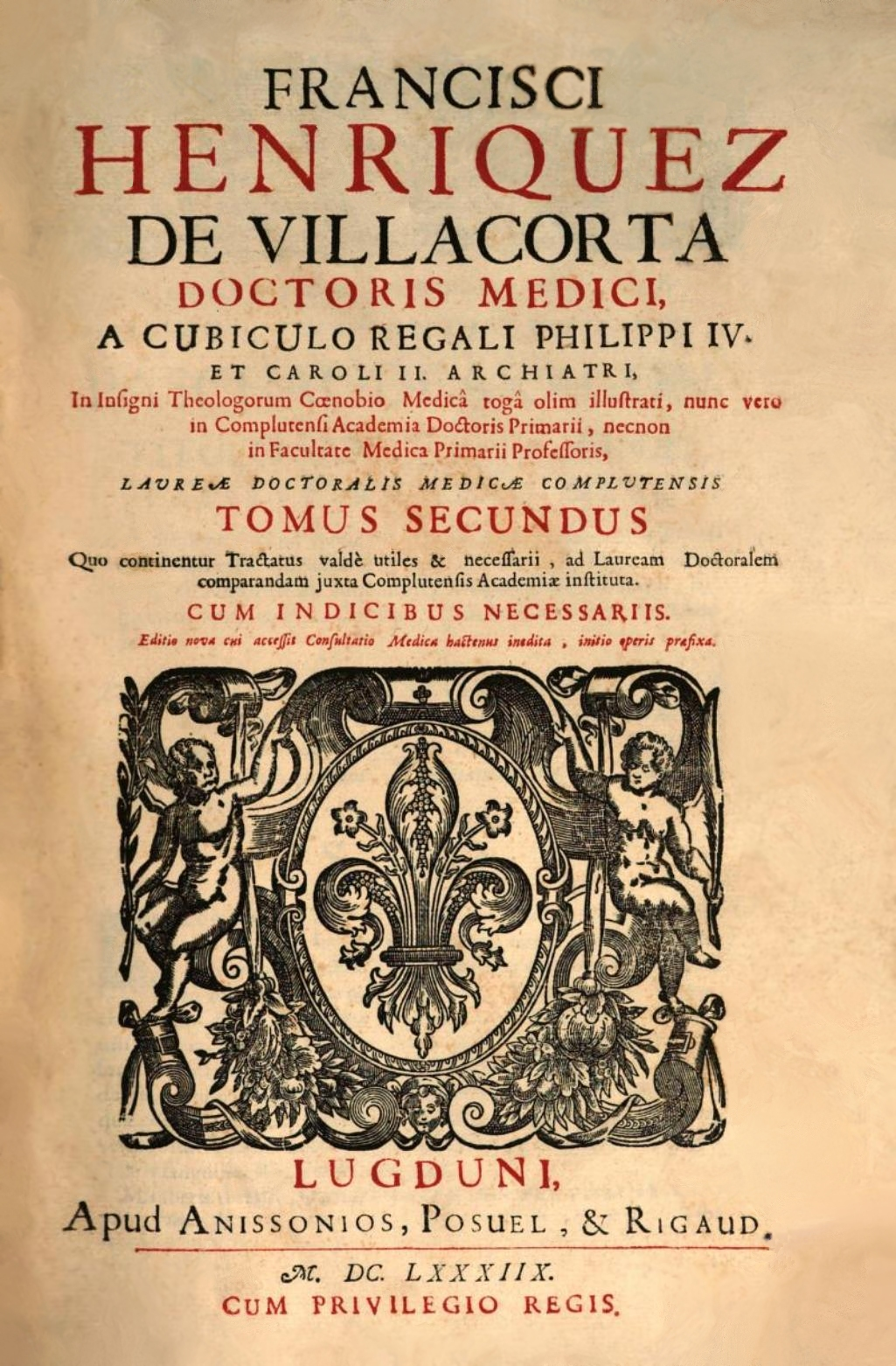
Portada del 2º volumen de Laureae Doctoralis Medicae Complutensis (1688).

Entre 1670 y 1680 publicó sus obras en tres volúmenes, que incluyen textos sobre fisiología, patología general y especial, terapéutica y dietética; varios de ellos, destinados a la preparación del grado de doctor en medicina en la Universidad de Alcalá, por lo que popularmente se conocía a esta obra como "tentativa". Su contenido se atiene estrictamente al sistema galénico y a sus comentaristas, con los que se polemiza a menudo en cuestiones concretas sobre una base meramente especulativa.